# Сиукси
Сиукси или сиу (на английски: Sioux, произнася се /ˈsuː/, „суу“), наричани също лакота, дакота или накота, е голям индиански народ в Северна Америка, чиито език е класифициран към сиукското езиково семейство. В миналото сиуксите обитават обширна територия, простираща се в днешните щати Минесота, Северна Дакота, Южна Дакота, Небраска, Уайоминг и Монтана.
Сиуксите са разделени на три големи подразделения по географски и езиков принцип – Източни (сантии), Централни (дакота, накота) и Западни (лакота).
Днес сиуксите живеят в няколко резервата и общини в Съединените щати и Канада.

## Име
Названието сиукси произлиза от името „Nadouessioux, надуесиу“ т.е. „истинските змии“, име, с което ги наричат техните врагове от племето оджибуей. Видоизменено, името преминава отначало във френския, а по-късно и в английския език.
Друго твърдение е, че името Сиукси (Sioux) произлиза от по-ранно наименование на отава „на-тоуе-ссиуак (na-towe-ssiwak)“ (ед.ч. на-тоуе-сси Na-towe-ssi), което е преведено на френски като Надоуиссиоиак (Nadouessioiiak) и приспособено като Надоуиссиукс (Nadouessioux) като френското множествено число - x е заменило множествено число в Оджибуейския език – ak. По-късно името е съкратено до Сиукс (Sioux). Името в Отава „на-тоуе-сси“ произлиза от протоалгонкинската дума „na-towe-wa (на-тоуе-уа) – северни ирокези“. В няколко алгонкински езика думата означава също и „източна массасауга“ (Sistrurus), малка гърмяща змия. Името „на-тоуе-уа“ изглежда е свързано с протоалгонкинкия елемент „-a-towe-“, което означава „говорят (чужд) език“, което от своя страна предполага, че значението „массасауга“ е второстепенно. Твърди се също, че оригиналната форма е na-tawe-wa (на-тауе-уа) – массасауга (буквално „търсач на топлина“) и по-късно е разширена, за да обозначи северните ирокези. Преводът на отавското на-тоуе-сси и оттам на сиукс като змия, враг е погрешно, основано на алтернативното значение на na-towe-wa. Така че името Сиукс никога не е означавало „змия“.
Самите те се наричат дакота, накота и лакота (в трите основни диалекта, от които се състои сиукският език, се наблюдава преход на някои съгласни и са известни като „D“, „N“ и „L“ диалекти), което означава „съюзници“.

## Подразделения
Сиукският племенен съюз се състои от седем племена или Очети Шакоуин (Седемте огъня на Съвета), разделени географски и езиково в три дивизии:
Източни сиу или дакота, наричани също и сантии
- Сиситон (сиситонуан – Село в мочурите)
- Мдевакантон (мдеуакантонуан, бдеуакантонуан – Село на Свещеното езеро)
- Вахпетон (уахпетон, уахпетонуан – село сред листата)
- Вахпекуте (уахпекуте – стрелящите сред листата)

Централни сиу или дакота
- Янктон (иханктонуан – Село в края)
- Янктонаи (иханктонуана – Малко село в края)

Западни сиу или лакота
- Тетон (титонуан, тинтатонуан – прерийните обитатели), които от своя страна се подразделят на седем подплеменни общности:
  - Хункпапа („лагеруващите в началото на кръга“)
  - Сихасапа („чернокраките“ – да не се бъркат с едноименното алгонкинско племе)
  - Оохенунпа („двата котела“, „кипящите два пъти“)
  - Итазипчо („без лъкове“)
  - Миниконжу („отглеждащите растения край водата“)
  - Оглала („хора, които раздават имуществото си“, „Хората, разпиляващи имуществото си“)
  - Сичанху („изгорените бедра или брюле“).

От своя страна, всяко племе и подплеме се подразделя на по няколко самостоятелни общини.

## Култура

### Религиозни вярвания
В религията на народа лакота (сиукси) съществуват седем главни свещени церемонии, които съставляват основата на тяхната религия. Това са:
1. Парната церемония или церемония на пречистването (Инипи).

2. Търсенето на видение (Ханблечия).

3. Танцът на Слънцето (Уи Уанянк Уачипи).

4. Сродяването (Хункапи).

5. Превръщането на момичето в жена (Ишнати Ауи Ча Лоуан).

6. Хвърлянето на топка (Тапа Уанкайе).

7. Пазенето на душата (Уанаги Глухапи).
Парната церемония или церемония на пречистването, инипи е ритуал, който се провежда като част от подготовката за други, също важни церемонии (например: Танца на Слънцето, Търсенето на видения и други) или самостоятелно, и обикновено предшества всяко сериозно начинание в живота на индианеца. Това е церемония на обновление и духовно възраждане, където всеки от четирите основни елемента – земя, въздух, огън и вода – способстват за физическото и духовното пречистване на човека.

## История
Европейците за първи път срещат дакота, източното разделение на сиуксите, през 17 век в смесените гори на Централна Минесота и Североизточен Уисконсин. От този момент нататък този район се счита за тяхната прародина. Историята им преди тази среща е слабо документирана и се гради изцяло на техните устни разкази и археологическите изследвания. Според тълкуването на археологическите доказателства сиуксите се появяват като съюз от племенни групи в края на 13 и началото на 14 век. По това време разпръснатите семейни групи се обединяват заедно във вероятно оградени малки села, разположени на някое езеро или река в региона. Основна храна в този период са дивият ориз, кленовата захар, елените и друг дивеч. Веднъж или два пъти годишно навлизат в прериите на запад да ловуват бизони.
В средата на 17 век сиуксите започват да се изместват на запад и на юг под натиска на източните племена, които са принудени от белите селища да се преместват все по на запад.
Около 1707 г. сред някои от западните сиукси се срещат няколко коня, докато лакота стават конни ловци чак към 1750 – 1775 г. До края на 18 век сиуксите са напуснали своята прародина и племето се разделя на трите основни подразделения – източни, централни и западни. Всяко от трите подразделения поема по свой път. Централните сиукси стават търговски посредник между източните, които са въвлечени във френската търговия с кожи и западните, които мигрират далеч на запад към Уайоминг и източна Монтана, където се превръщат в конни ловци на бизони. В този период източните сиукси започват да отглеждат царевица, централните сиукси възприемат някои характеристики като типа жилища, и стила на обличане на съседите си мандани, арикара и хидатса. Използвайки коне, западните сиукси започват да просперират и броят им нараства значително, надминавайки броя на източните и централните сиукси, взети заедно.